# Ectotèrmia
Ectotèrmia és un terme modern que fa referència a l'estratègia de molts éssers vius per optimitzar la seva temperatura corporal, antigament coneguda com a pecilotèrmia i que s'aplica a certs animals, en els quals les fonts fisiològiques internes de calor, com la sang, són relativament petites o d'importància insignificant en el control de la temperatura corporal. Aquests organismes (granotes, per exemple) depenen de fonts de calor ambientals.
Els ectoterms són animals la temperatura dels quals depèn de l'ambient, però això no implica que la seva temperatura sigui exactament la mateixa. Per exemple, una sargantana, a primera hora d'un fred matí de primavera, aproximadament 10 °C, tindria la mateixa temperatura corporal que l'ambient en què es mou. El seu metabolisme i moviment quedarien molt alentits. En aquest cas, la seva regulació corporal no seria per mitjà d'un procés metabòlic, com en els animals endoterms, sinó per un procés de comportament. Després de trobar una zona adient per posar-se al sol, estendre el seu ventre i col·locar-se de manera adequada per rebre la major radiació solar possible, captaria calor fins a arribar a una temperatura òptima de 37 °C, a la qual el seu metabolisme i locomoció es trobarien al nivell òptim. Aquest tipus de regulació de temperatura basat en la radiació infraroja solar es coneix com a heliotèrmia.